# Cantó de Ballon
El cantó de Ballon és un cantó francès del departament de Sarthe, situat al districte de Le Mans. Té 13 municipis i el cap es Ballon.

## Municipis
- Ballon
- Beaufay
- Courcebœufs
- Courcemont
- Joué-l'Abbé
- La Guierche
- Montbizot
- Sainte-Jamme-sur-Sarthe
- Saint-Jean-d'Assé
- Saint-Mars-sous-Ballon
- Souillé
- Souligné-sous-Ballon
- Teillé

## Història
| Data d'elecció                           | Identitat           | Partit                      | Qualitat |
| ---------------------------------------- | ------------------- | --------------------------- | -------- |
| 1945-1976                                | André Guérin        | SFIO, després divers gauche |          |
| 1976-2001                                | Jean-Claude Boulard | PS                          |          |
| 2001-2008                                | Michel Terral       | MPF                         |          |
| 2008-                                    | Yannick Rebré       | PS                          |          |
| les dades anteriors no són pas conegudes |                     |                             |          |
|                                          |                     |                             |          |

## Demografia
| A partir de 1990: Població sense dobles comptes |